# Pablo Lucas
Pablo Lucas Verdú (Salamanca; 20 de mayo de 1923-Madrid, 6 de julio de 2011), fue un catedrático de Derecho Constitucional, y miembro de la Real Academia de Ciencias Morales y Políticas.

## Biografía
Nació en Salamanca el 20 de mayo de 1923, en el seno de una familia dedicada a la enseñanza: su padre Don Victoriano era Catedrático de Matemáticas del Instituto de Libre Enseñanza.
Comenzó sus estudios con los Padres Salesianos y con ellos cursó también el Bachillerato, siempre con gran brillantez.

Estudió Derecho en la Universidad de Salamanca, obteniendo el Premio Extraordinario de Licenciatura. Después, se trasladó a la Universidad Central de Madrid para cursar el Doctorado. Leyó su tesis doctoral en 1948, logrando también el Premio Extraordinario. En 1949, obtuvo por oposición una plaza de Profesor Adjunto de Derecho Político en la Universidad de Salamanca, y tras ser becado en el Real Colegio de los Españoles de San Clemente en Bolonia, defendió en 1950 en la célebre Universidad de Bolonia su segunda tesis, obteniendo el Premio “Luigi Rava” a la mejor tesis doctoral sobre Derecho Público leída en esa prestigiosa Universidad durante aquel Curso.
Comenzó por entonces sus funciones docentes en la Universidad de Salamanca al lado de su gran amigo, el profesor Enrique Tierno Galván, que en ese mismo año tomó posesión de su cátedra de Derecho Político de aquella Universidad, y con quien colaboró durante toda su vida. En 1958, tomó posesión como catedrático de Derecho Político de la Universidad de Santiago de Compostela, donde pasó 6 años. En 1964, D. Pablo aceptó encargarse de la cátedra de Derecho Político en la Universidad de Deusto y durante 13 años, dejando una imborrable huella entre sus alumnos, compañeros y en toda la sociedad bilbaína y vizcaína. 
Aunque en 1977, se trasladó a la Universidad de Valladolid para ocupar la Cátedra de Derecho Político y en 1978 a la Universidad Complutense de Madrid donde permaneció como catedrático hasta su jubilación en 1988 (si bien siguió en ella como catedrático emérito).
Fue Candidato al Senado por el  Partido Socialista Popular (PSP) por Vizcaya, no obteniendo finalmente el escaño. 
Colaboró de manera muy activa con Enrique Tierno Galván y Raul Morodo en la redacción del Preámbulo de la Constitución.
Padre del Magistrado del Tribunal Supremo Pablo Lucas Murillo de la Cueva, y del jurista y Vocal del Consejo General del Poder Judicial Enrique Lucas Murillo de la Cueva.

## Premios y honores
- Doctor en Derecho por la Universidad Central de Madrid (1948).
- Doctor por la Universidad de Bolonia (1950).
- Catedrático de Derecho Político en Santiago de Compostela (22-XII-57).
- Vicerrector de la Universidad Complutense de Madrid (1979) y de la Universidad Internacional Menéndez y Pelayo (1981-1983).
- Doctor honoris causa por la Universidad de Oaxaca (México) (1984).
- Emérito de Derecho Constitucional de la Universidad Complutense de Madrid (1988). Doctor honoris causa por la Universidad de San Miguel de Tucumán (Argentina).
- Académico Correspondiente de la Academia Nacional de Derecho y Ciencias Sociales de Córdoba (Argentina) (1995).
- Doctor honoris causa por la Universidad Católica de Lima (Perú).
- Doctor honoris causa por la Universidad de San Martín de Porres, Lima (Perú).
- Profesor Honorario de la Universidad Nacional de Trujillo (Perú) y doctor honoris causa de la misma.
- Miembro correspondiente de la Asociación peruana de Derecho Constitucional.
- Doctor honoris causa por la Universidad Lusiada (Lisboa) 1996. Profesor visitante de la misma Universidad (1996-2000).
- Miembro Correspondiente de la Asociación Argentina “Derecho Constitucional” (2000).
- Libro homenaje en cuatro volúmenes publicado en su honor por la Facultad de Derecho de la Universidad Complutense 2001.
- Medalla de oro de la Universidad de Deusto (2003). Homenaje en Estudios de Deusto, vol. 51, 1, enero-junio de 2003. Homenaje de la Universidad de Deusto (Bilbao) el 22 de noviembre de 2007.

## Obra
Su producción científica es extensísima y absolutamente esencial en la doctrina constitucional española, habiendo desarrollado una ingente labor de publicación de libros, artículos, etc. en materia de pensamiento político y social, ciencia política, sociología política y, particularmente, en materia de derecho constitucional (teoría del Estado, Estado de Derecho y Derechos Humanos, teoría de la Constitución, derecho constitucional comparado, derecho constitucional español, derecho electoral, derecho parlamentario, derecho europeo), además de dictar un gran número de conferencias, escribir numerosos artículos en prensa, etc.
Así, en 1988 obtuvo en su primera edición el Primer Premio de Periodismo "El Correo Español - El Pueblo Vasco".
Fue autor de numerosos estudios de Derecho Constitucional: Teoría y realidad constitucional, n.º 3, 1 de septiembre de 1999, Universidad Nacional de Educación a Distancia, Editorial Centro de Estudios Ramón Areces, S.A. “La imaginación constitucional como imaginación política”, en Anales de la Real Academia de Ciencias Morales y Políticas, LVI, n.º 81, t. I, Curso académico 2003-2004, Madrid 2004. “Museo de antigüedades y de curiosidades constitucionales recogidas y comentadas por el profesor Pablo Lucas Verdú”, en Anales de la Real Academia de Ciencias Morales y Políticas, LVII, n.º 82, Curso académico 2004-2005, Madrid 2005. “Estudio sobre los valores superiores del ordenamiento constitucional español”, en Anales de la Real Academia de Ciencias Morales y Políticas, LXI, n.º 86, Curso académico 2008-2009, Madrid 2009. Idea, concepto y definición de apertura constitucional, Pontificia Universidad Católica del Perú, Fondo editorial 1999, p.p. 61-73. “Sobre los valores”, en Teoría y realidad constitucional, n.º 23, 1.er semestre 2009, p.p. 1-15.